# Tabela de atalhos do teclado
Uma tecla de atalho (ou atalho de teclado) é uma tecla ou um conjunto de teclas que quando pressionadas realizam uma ação determinada, que pode ser a abertura de um determinado programa ou a execução de alguma função de um programa ou do sistema operacional.

## Microsoft Word 2013
| Combinação | Ação                                                                                                 |
| ---------- | --- |
| Ctrl + A   | Abre a caixa de diálogo "Abrir" Seleciona tudo (exceto para aplicativos do MS Office)                |
| Ctrl + B   | Salva o documento; se for um documento que ainda não foi salvo abre a caixa de diálogo "Salvar como" |
| Ctrl + C   | Copia o texto selecionado para a área de transferência                                               |
| Ctrl + D   | Salva o site que você está, na sua barra de favoritos                                                |
| Ctrl + E   | Alinha o parágrafo centralizado na página                                                            |
| Ctrl + G   | Alinha o parágrafo à direita da página                                                               |
| Ctrl + H   | Abrir histórico na barra do explorer                                                                 |
| Ctrl + I   | Formata o texto selecionado com itálico                                                              |
| Ctrl + J   | Alinha o parágrafo justificado na página                                                             |
| Ctrl + K   | Abre a caixa de diálogo "Inserir Hiperlink"                                                          |
| Ctrl + L   | Abre a caixa de diálogo "Localizar"                                                                  |
| Ctrl + M   | Avança a margem do parágrafo                                                                         |
| Ctrl + N   | Formata o texto selecionado com negrito                                                              |
| Ctrl + O   | Abre um documento já existente                                                                       |
| Ctrl+ P    | Abre a caixa de diálogo "Imprimir"                                                                   |
| Ctrl + Q   | Alinha o parágrafo à esquerda da página                                                              |
| Ctrl + R   | Atualiza a janela aberta                                                                             |
| Ctrl + S   | Formata o texto selecionado com sublinhado                                                           |
| Ctrl + T   | Seleciona todo o texto do documento                                                                  |
| Ctrl + U   | Abre a caixa de diálogo "Localizar e Substituir"                                                     |
| Ctrl + V   | Cola o texto copiado anteriormente para a área de transferência                                      |
| Ctrl + W   | Fechar a janela atual.                                                                               |
| Ctrl + X   | Recorta o texto selecionado para a área de transferência                                             |
| Ctrl + Z   | Desfaz o último comando realizado.                                                                   |
| Ctrl + Y   | Refaz o que o "Ctrl + Z" desfez                                                                      |

## Windows
(os atalhos abaixo podem executar funções diferentes das descritas abaixo, dependendo da versão do seu Windows)
| Combinação                          | Ação |
| ----------------------------------- | --- |
| Tecla Windows + D                   | Minimiza todas as janelas abertas, mostrando a área de trabalho (do inglês Desktop)                                                                                           |
| Tecla Windows + E                   | Abre a janela "Windows Explorer" |
| Tecla Windows + R                   | Abre a caixa de diálogo "Executar" (do inglês Run) |
| Tecla Windows + tecla Pause / Break | Abre a janela "Sistema" |
| Tecla Windows + P                   | Abre a caixa de diálogo "Conectar a um Projetor" |
| Tecla Windows + Barra de espaços    | Mostra a área de trabalho esmaecendo todos as janelas abertas, sem minimizá-las                                                                                               |
| Tecla Windows + ↑                   | Maximiza a janela ativa |
| Tecla Windows + ↓                   | Restaura a janela ativa, se esta estiver maximizada; caso contrário a minimiza                                                                                                |
| Tecla Windows + ← ou →              | Alterna o alinhamento da janela ativa, entre esquerda, direita e restaurada                                                                                                   |
| Tecla Windows + T                   | Alterna entre as janelas abertas, selecionando primeiramente o botão da janela na barra de tarefas; em seguida deve-se apertar a tecla Enter para ativar a janela selecionada |
| Tecla Windows + "+"                 | Abre a ferramenta de acessibilidade "Lupa" e aumenta o zoom a cada novo pressionamento                                                                                        |
| Tecla Windows + "-"                 | Diminui o zoom da ferramenta "Lupa" |
| Tecla Windows + Tecla Esc           | Fecha a ferramenta "Lupa" |
| Tecla Windows + Tecla Home          | Minimiza todas as janelas abertas, exceto a janela ativa |
| Tecla Windows + L                   | Bloqueia a sessão |
| Tecla Windows + Tecla TAB           | Alterna entre as janelas abertas com efeito visual "Aero peek" |
| Tecla Windows + .                   | Quando editando um texto, exibe uma janela de emojis para inserção. Disponível apenas na versão 10 do S.O.                                                                    |
| Tecla Alt + Tecla TAB               | Alterna entre as janelas abertas sem efeitos visuais |
| Tecla Alt + Tecla F4                | Fecha a janela ativa |
| Tecla F1                            | Na maioria dos programas abre a janela de "Ajuda" |
| Tecla F2                            | Renomeia arquivo/caixa de texto |
| Alt + ↑                             | Sobe um nível da pasta |
| Alt + ↓                             | Desce um nível da pasta (se retornou a pasta raíz) |
| Alt + ← ou Backspace                | Retorna à pasta/página anterior |
| Alt + →                             | Avança uma pasta/página do histórico de navegação |
| Ctrl + Shift + N                    | Cria uma nova pasta (exceto no Windows XP e Vista) |

## Mozilla Firefox(e na maioria dos Browsers)
| Combinação               | Ação                                       |
| ------------------------ | ------------------------------------------ |
| Ctrl + T                 | Abre uma nova guia                         |
| Ctrl + W ou Ctrl +F4     | Fecha a guia atual                         |
| Ctrl + Tecla TAB         | Alterna entre as guias posteriores abertas |
| Ctrl + Shift + Tecla TAB | Alterna entre as guias anteriores abertas  |
| Ctrl + P                 | Abre a caixa de diálogo "Imprimir"         |
| Ctrl + "+"               | Aumenta o zoom da página                   |
| Ctrl + "-"               | Diminui o zoom da página                   |
| Tecla F5                 | Atualiza a página                          |
| Tecla F11                | Abre a janela em "tela cheia"              |

## Mac- Apple
| Combinação                                  | Ação |
| ------------------------------------------- | --- |
| Command + X                                 | Corta o item selecionado e copie-o para a área de transferência                                                                  |
| Command + C                                 | Copia o item selecionado para a área de transferência                                                                            |
| Command + A                                 | Seleciona todos os itens |
| Command + F                                 | Encontrar os itens em um documento ou abra uma janela do Finder                                                                  |
| Option + Command + H                        | Exibir o app em primeiro plano e ocultar todos os outros apps                                                                    |
| Option + Command + Esc                      | Força o encerramento de um app                                                                                                   |
| Control + Command + barra de espaço         | Mostra o "Visualizador de Caracteres", em que é possível selecionar emoji e outros símbolos                                      |
| Command + Tab                               | Alterna para o próximo app usado mais recentemente entre os apps abertos                                                         |
| Option + Command + Media Eject              | Colocar o Mac em repouso |
| Control + Command + Q                       | Bloqueie imediatamente a tela |
| Control + Shift + Command + T               | Adiciona o item selecionado do Finder ao Dock (OS X Mavericks ou posterior)                                                      |
| Shift + Command + sinal de interrogação (?) | Abre o menu Ajuda |
| Option + Command + V                        | Colar Estilo — Aplique o estilo copiado ao item selecionado                                                                      |
| Option + Shift + seta para a direita        | Estende a seleção de texto até o final da palavra atual e, depois, até o final da palavra seguinte se for pressionado novamente. |
| Fn + Delete                                 | Apaga adiante nos teclados que não têm a tecla Forward Delete. Ou use Control + D                                                |
| Shift + Command + sinal de menos (-)        | Diminui o tamanho do item selecionado                                                                                            |
| Shift + Command + sinal de mais (+)         | Aumenta o tamanho do item selecionado                                                                                            |
| Tecla Option ao arrastar                    | Copia o item arrastado. O cursor muda quando você arrasta o item                                                                 |
| Tecla Option ao clicar duas vezes           | Abre o item em outra janela e feche a janela original                                                                            |
| Option + aumentar brilho do teclado         | Esse atalho funciona com qualquer uma das teclas de brilho do teclado                                                            |
| Command + colchete esquerdo ([)             | Acessa a pasta anterior |
| Command + colchete direito (])              | Acessa a próxima pasta |

## Linux Mint
| Combinação        | Ação                                                                  |
| ----------------- | --------------------------------------------------------------------- |
| F1                | Solicita ajuda online                                                 |
| F2                | Faz uma pesquisa de texto rápida                                      |
| F5                | Atualiza a página (assim como no windows)                             |
| F7                | Abre o corretor ortográfico do Linux                                  |
| Ctrl + B          | Deixa o texto selecionado em negrito                                  |
| Ctrl + I          | Deixa o texto selecionado em itálico                                  |
| Ctrl + S          | Salva o arquivo                                                       |
| Ctrl + U          | Apaga tudo, desde a posição atual do cursor até o início da linha     |
| Ctrl + K          | Apaga tudo, desde a posição atual do cursor até o final da linha      |
| Ctrl + A          | Move o cursor para o início da linha                                  |
| Crtl + E          | Move o cursor para o final da linha                                   |
| Ctrl + W          | Fecha todas as janelas                                                |
| Ctrl + Alt + D    | Minimiza todas as janelas abertas                                     |
| Ctrl + Tab + L    | Bloqueia a tela                                                       |
| Ctrl + Alt + Del  | Encerra a sessão (desliga)                                            |
| Alt+ Tab          | Alterna entre aplicativos                                             |
| Tecla Windows + W | Mostrar todas as janelas e áreas de trabalho existentes e em execução |